# مرضية هاشمي
مرضيه هاشمي (بالفارسية:  مرضیه هاشمی) (21 ديسمبر 1959) ميلاني فرانكلين سابقا هي صحفية أمريكية إفريقية ومقدمة برامج تلفزيونية. بعد أن أصبحت مواطنة متجنسة في جمهورية إيران الإسلامية، فهي مراسلة، مذيعة أخبار ومقدمة برامج في قناة برس تي في ورئيس تحرير مجلة «محجوبة».

## سيرة شخصية
ولد مرضية الهاشمي في نيو أورلينز، الولايات المتحدة. ولدت في عائلة أفريقية بروتستانتية. كانت طالبة في مجال البث في عام 1979 ، عندما حدثت الثورة الإيرانية، ونتيجة لذلك تحولت إلى الإسلام وبدأت حياتها المهنية في الصحف والمجلات الإسلامية في الولايات المتحدة. منذ عام 2008، عاشت في إيران، حيث أصبحت مقدمة برامج تلفزيونية وصحفية ومذيعة أخبار وصانعة أفلام وثائقية في قناة برس تي في وهي قناة تلفيزيونية إيرانية باللغة الإنجليزية.

## تحول إلى الإسلام
قالت هاشمي إن السبب الرئيسي في تحولها هو الثورة الإسلامية في إيران وشخصية روح الله الخميني: 
غيّرت اسمها إلى مرضيه هاشمي بعد التحويل؛ الهاشمي هو الاسم الأخير لزوجها المسلم، وقد اختارت مرضية، وهي لقب فاطمة بنت محمد، ابنة نبي الإسلام.

## إعتقال في الولايات المتحدة
في 13 يناير 2019، سافرت إلى الولايات المتحدة لزيارة عائلتها، ولا سيما أخيها المريض. وذكرت قناة «برس تي في» أنها ألقي القبض عليها في مطار سانت لويس لامبرت الدولي في ميسوري وأنها محتجزة في واشنطن العاصمة.
بعد 48 ساعة، سُمح لها بإجراء مكالمة لإعلام أسرتها. وقالت قناة برس تي في إن الهاشمي حرم من الطعام الحلال وعرض لحم الخنزير فقط (وهو أمر حرام بموجب الشريعة الإسلامية) ولم تأكل سوى علبة من المفرقعات منذ اعتقالها. تم إزاحة حجابها بالقوة وهي قادرة فقط على ارتداء قميص قصير الأكمام، وهو ما يتعارض مع متطلبات إيمانها الإسلامي. ولم توجه اتهامات رسمية ضدها. لم يستجب مكتب التحقيقات الفيدرالي (FBI) بعد لطلبات التعليق من وسائل الإعلام.

### ردود أفعال
- وصف وزير الخارجية محمد جواد ظريف اعتقال مرزيه هاشمي من قبل أمريكا بأنه «لعبة سياسية». ويعتقد أن هذه الخطوة هي عمل سياسي غير مقبول يدوس على حرية التعبير.[9][10][11]
- وصف بيمان جِبلّي، رئيس الخدمة الدولية لإذاعة جمهورية إيران الإسلامية، العمل بأنه «خطأ» وانتقد سوء معاملتها في حجز الولايات المتحدة.[12]

- كتبت لجنة حقوق الإنسان الإسلامية (IHRC) لمقرر الأمم المتحدة المعني بلاعتقال التعسفي فيما يتعلق بسجن السيدة الهاشمي. أدانت اللجنة الدولية لحقوق الإنسان اعتقال الصحافي و «طالبت بأكبر حملة تضامن إعلامية» للمساعدة في تأمين إطلاق سراحها.[13]